# Sydney Pollack
Sydney Irwin Pollack (1 tháng 7 năm 1934 – 26 tháng 5 năm 2008) là một đạo diễn phim, nhà sản xuất phim và diễn viên người Mỹ. Pollack đạo diễn hơn 21 phim và 10 chương trình truyền hình, diễn xuất trong hơn 30 bộ phim và chương trình, và sản xuất hơn 44 phim. Phim 1985 của ông Out of Africa giúp ông giành giải Oscar cho đạo diễn và sản xuất; ông cũng đã được đề cử cho giải Oscar cho Đạo diễn xuất sắc của phim They Shoot Horses, Don't They? (1969) và Tootsie (1982), và ông cũng xuất hiện trong phim Tootsie. Một số tác phẩm khác nổi tiếng nhất của ông bao gồm Jeremiah Johnson (1972), The Way We Were (1973), Three Days of the Condor (1975) and Absence of Malice (1981). Các bộ phim tiếp theo của ông bao gồm Havana (1990), The Firm (1993), Sabrina (1995), The Interpreter (2005), và nhà sản xuất kiêm diễn viên trong phim Michael Clayton (2007).

## Sự nghiệp điện ảnh

### Đạo diễn và sản xuất
| Năm  | Phim                                                     | Vị trí                              | Số giải Oscar | Số đề cử Oscar |
| ---- | -------------------------------------------------------- | ----------------------------------- | ------------- | -------------- |
| 1965 | The Slender Thread                                       | Đạo diễn                            |               | 2              |
| 1966 | This Property Is Condemned                               | Đạo diễn                            |               |                |
| 1968 | The Scalphunters                                         | Đạo diễn                            |               |                |
| 1968 | Castle Keep                                              | Đạo diễn                            |               |                |
| 1969 | They Shoot Horses, Don't They?                           | Đạo diễn                            | 1             | 9              |
| 1972 | Jeremiah Johnson                                         | Đạo diễn                            |               |                |
| 1973 | The Way We Were                                          | Đạo diễn                            | 2             | 6              |
| 1975 | Three Days of the Condor                                 | Đạo diễn                            |               | 1              |
| 1975 | The Yakuza                                               | Đạo diễn, Người sản xuất            |               |                |
| 1977 | Bobby Deerfield                                          | Đạo diễn, người sản xuất            |               |                |
| 1979 | The Electric Horseman                                    | Đạo diễn                            |               | 1              |
| 1981 | Absence of Malice                                        | Đạo diễn                            |               | 3              |
| 1982 | Tootsie                                                  | Đạo diễn, người sản xuất, diễn viên | 1             | 10             |
| 1985 | Out of Africa                                            | Đạo diễn, người sản xuất            | 7             | 11             |
| 1985 | Sanford Meisner: The American Theatre's Best Kept Secret | Người sản xuất                      |               |                |
| 1988 | Bright Lights, Big City                                  | Người sản xuất                      |               |                |
| 1989 | The Fabulous Baker Boys                                  | Người sản xuất                      |               | 4              |
| 1990 | Havana                                                   | Đạo diễn                            |               | 1              |
| 1990 | Presumed Innocent                                        | Người sản xuất                      |               |                |
| 1993 | The Firm                                                 | Đạo diễn, người sản xuất            |               | 2              |
| 1993 | Searching for Bobby Fischer                              | Người sản xuất                      |               | 1              |
| 1995 | Sabrina                                                  | Đạo diễn, người sản xuất            |               | 2              |
| 1995 | Sense and Sensibility                                    | Người sản xuất                      | 1             | 7              |
| 1998 | Sliding Doors                                            | Người sản xuất                      |               |                |
| 1999 | Random Hearts                                            | Đạo diễn                            |               |                |
| 1999 | The Talented Mr. Ripley                                  | Người sản xuất                      |               | 5              |
| 2001 | Iris                                                     | Người sản xuất                      | 1             | 3              |
| 2002 | The Quiet American                                       | Người sản xuất                      |               | 1              |
| 2003 | Cold Mountain                                            | Người sản xuất                      | 1             | 7              |
| 2005 | Sketches of Frank Gehry                                  | Đạo diễn, Người sản xuất            |               |                |
| 2005 | The Interpreter                                          | Đạo diễn                            |               |                |
| 2006 | Breaking and Entering                                    | Người sản xuất                      |               |                |
| 2007 | Michael Clayton                                          | Người sản xuất, diễn viên           | 1             | 7              |
| 2008 | Recount                                                  | Người sản xuất                      | NA            | NA             |
| 2008 | Leatherheads                                             | Người sản xuất                      |               |                |
| 2008 | The Reader                                               | Người sản xuất                      | 1             | 5              |
| 2011 | Margaret                                                 | Người sản xuất                      | -             | -              |

### Diễn xuất
| Năm        | Phim                                         | Vai diễn                    | Ghi chú |
| ---------- | -------------------------------------------- | --------------------------- | --- |
| 1956       | The Kaiser Aluminum Hour                     | Shuber                      | Tập: "The Army Game" |
| 1959       | Playhouse 90                                 | Andres                      | Tập: "For Whom the Bell Tolls: Part 1" và "For Whom the Bell Tolls: Part 2"                                              |
| 1959       | The United States Steel Hour                 | Benson                      | Tập: "The Case of Julia Walton"                                                                                          |
| 1959       | Armstrong Circle Theatre                     | Albert Rousseau             | Tập: "35 Rue Du Marche"                                                                                                  |
| 1959       | Startime                                     | Harry                       | Tập: "Something Special"                                                                                                 |
| 1959–1964  | Brenner                                      | Detective Al Dunn           | Các tập: "Family Man" "Good Friend" "Point of Law"                                                                       |
| 1960       | Alfred Hitchcock Presents                    | Bernie Samuelson            | Tập: "The Contest for Aaron Gold"                                                                                        |
| 1960       | Twilight Zone                                | Arthur Willis               | Tập: "The Trouble With Templeton"                                                                                        |
| 1961       | Have Gun – Will Travel                       | Joe Culp                    | Tập: "Quiet Night in Town: Part 1" và "Quiet Night in Town: Part 2"                                                      |
| 1961       | The Deputy                                   | Chuck Johnson               | Tập: "Spoken in Silence"                                                                                                 |
| 1961       | The Asphalt Jungle                           | Louie                       | Tập: "The Professor" |
| 1961, 1962 | The New Breed                                | Austin Rogers/Bert Masters  | Các tập: "The Compulsion to Confess" và "Walk This Street Lightly"                                                       |
| 1962       | Ben Casey                                    |                             | Tập: "Monument to an Aged Hunter"                                                                                        |
| 1962       | War Hunt                                     | Sgt. Owen Van Horn          | |
| 1975       | Three Days of the Condor                     | Taxi Driver                 | |
| 1979       | The Electric Horseman                        | Man who makes pass at Alice | Không được ghi danh |
| 1982       | Tootsie                                      | George Fields               | |
| 1992       | The Player                                   | Dick Mellon                 | |
| 1992       | Death Becomes Her                            | ER Doctor                   | Không được ghi danh |
| 1992       | Husbands and Wives                           | Jack                        | |
| 1994       | Frasier                                      | Holden Thorpe               | Tập: "The Candidate" |
| 1998       | Mad About You                                | Dr. Sydney Warren           | Tập: "Cheating on Sheila"                                                                                                |
| 1998       | A Civil Action                               | Al Eustis                   | |
| 1999       | Eyes Wide Shut                               | Victor Ziegler              | |
| 1999       | Random Hearts                                | Carl Broman                 | |
| 2000       | Just Shoot Me!                               | Sydney Pollack              | Tập: "A&E Biography: Nina Van Horn"                                                                                      |
| 2000       | King of the Hill                             | Grant Trimble               | Lồng tiếng Tập: "Transnational Amusements Presents: Peggy's Magic Sex Feet"                                              |
| 2000–2006  | Will & Grace                                 | George Truman               | Tập: "Oh Dad, Poor Dad, He's Kept Me in the Closet and I'm So Sad" "Cheaters" "Cheatin' Trouble Blues" "Blanket Apology" |
| 2001       | The Majestic                                 | Studio Executive            | Lồng tiếng |
| 2002       | Changing Lanes                               | Stephen Delano              | |
| 2003       | Charlie: The Life and Art of Charles Chaplin | Narrator                    | Lồng tiếng Phim tài liệu                                                                                                 |
| 2005       | The Interpreter                              | Jay Pettigrew               | |
| 2005       | One Six Right: The Romance of Flying         | Himself                     | Phim tài liệu: Van Nuys Airport. Sydney discussing his love of flying and his Citation 10 private jet.                   |
| 2006       | Fauteuils d'orchestre                        | Brian Sobinski              | |
| 2006       | American Masters                             | Narrator                    | Tập: "John Ford/John Wayne: The Filmmaker and the Legend"                                                                |
| 2007       | The Sopranos                                 | Warren Feldman              | Tập: "Stage 5" |
| 2007       | Michael Clayton                              | Marty Bach                  | |
| 2008       | Made of Honor                                | Thomas Bailey Sr.           | |